# 殊功勲章

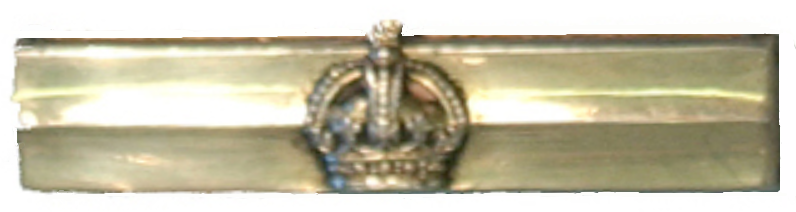
殊功勲章の飾板。

殊功勲章（しゅこうくんしょう、英語: Distinguished Service Order）は、イギリスの軍事勲章。DSOと省略される。かつてはイギリス連邦構成国でも運用されていた。
通常は実際の戦闘において、特に優れた功績を残したイギリス軍の軍人を対象に授与される。長く授与の対象は将校以上に限られていたが、1993年の栄典制度改正によって下士官以下も受章が可能となった。

## 概要

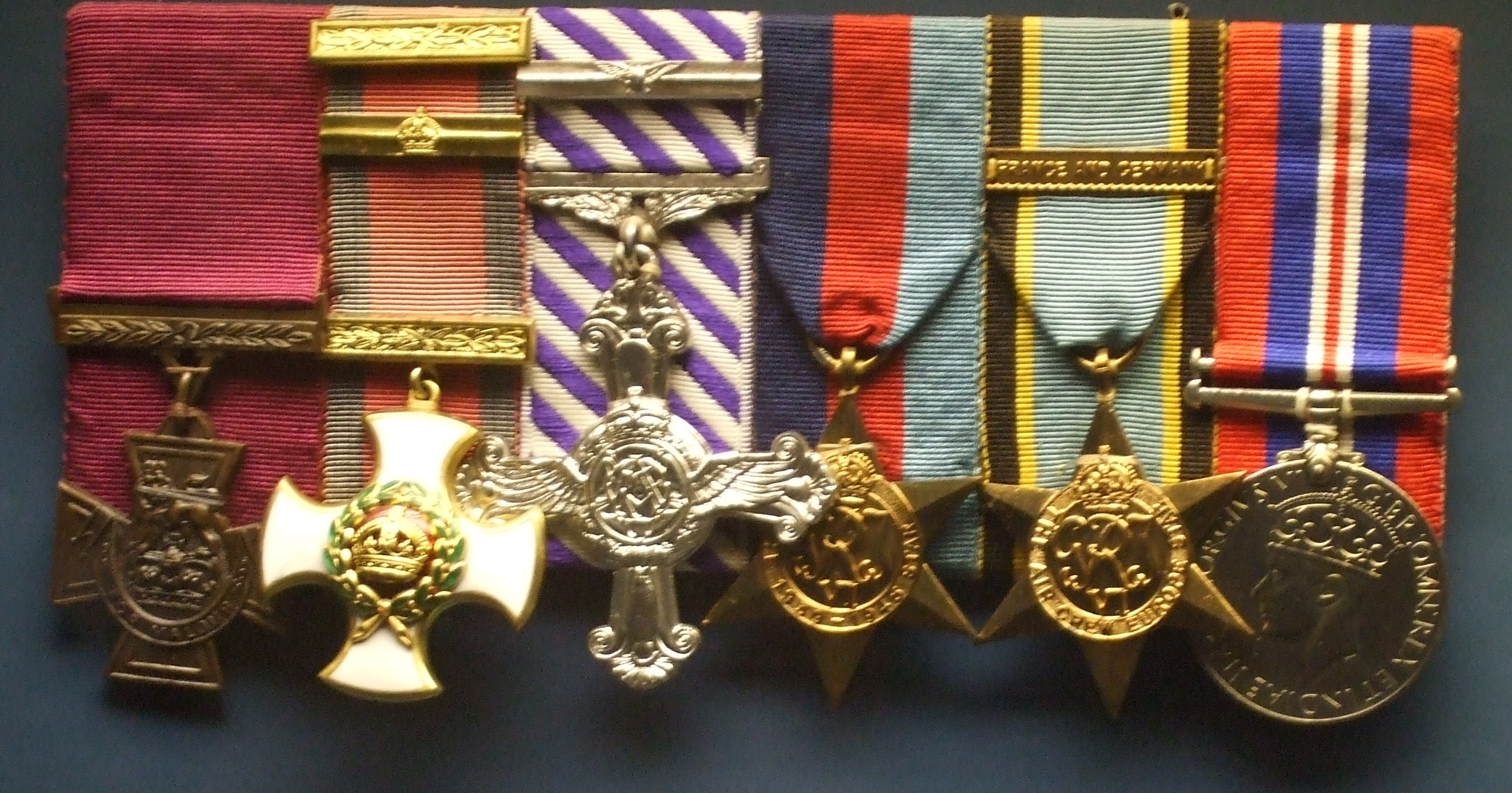
左からヴィクトリア十字章、殊功勲章、殊勲飛行十字章、1939年–1945年星章、ヨーロッパ航空機乗組員星章、1939年–1945年戦争記章。殊功勲章のリボンに飾板が装着されているのが確認できる。

殊功勲章は、1886年9月6日に女王ヴィクトリアによって創設され、11月9日のロンドン・ガゼットに掲載された勅令で明らかにされた。殊功勲章の最初の授与は、同年11月25日のことである。
この勲章は、戦争での優れた功労や個々の功績に報いるため創設された軍事勲章である。最近まで授与対象は将校以上に限られており、慣例的に、ヴィクトリア十字章にはわずかに値しない功績を上げた少佐かそれと同等以上の士官に贈られてきた。通常、実際の戦闘やそれと同等の条件下における功績を称えて授与される殊功勲章だが、第一次世界大戦中の1914年から1916年にかけては、戦場で指揮を執っていない後方の参謀などに多数の授与があったため、最前線で戦っている将校たちが憤慨するところとなった。
1916年以降、殊功勲章にも飾板が導入され、複数回の受章が可能になった。この飾板は受章のたびに勲章本体のリボンに装着していく。1942年には、敵の攻撃下において勇敢な行動を示した商船隊の士官も含むなど、授与対象の拡大が行われた。翌年には、殊勲者公式報告書に掲載された人物のみが受章できるとする条件が撤廃された。

## 現代
1993年に行われた、現行の勲章における階級区別の撤廃を奨励する栄典制度改正を受けて、殊功勲章も階級による制限が取り払われた。受章条件も「遂行中の作戦において発揮された優れた指揮とリーダーシップ」へと改められ、以降は条件に当てはまる軍人が対象となった。同時に、武勇に応じた第2レベルの栄典としてコンスピキュアス・ギャラントリー・クロスが制定された。階級制約が撤廃されたことにより、理論上は下士官でも殊功勲章の獲得が可能となった。ただ、イラクやアフガニスタンでの過酷な任務に多くの兵士が従事したにもかかわらず、未だ下士官に殊功勲章が贈られた例はない。
殊功勲章はイギリス連邦構成国でも運用されていたが、1990年頃までにカナダやオーストラリア、ニュージーランドなど大半の構成国は独自の栄典制度を確立していたため、イギリス本国の勲章は必要とされなくなっていった。

## 特権
殊功勲章の受章者は、正式には殊功勲章コンパニオンとして勲爵士の地位を得る。また、名前のあとの肩書きに"DSO"を使用する権利も与えられる。受章に関する情報等は、全てロンドン・ガゼットにて発表される。

## 意匠
- 殊功勲章のメダルは幅4.1センチであり、銀メッキ（1889年までは金）が施された湾曲した十字を模している。色はエナメル加工された白であり、十字の縁は金箔で縁取られている[3]。このメダル部分は宝飾品会社のガラードによって製造されている[13]。
- 表面の十字中央にはエナメル加工が施された緑色の月桂冠が置かれ、赤色のエナメルの上に金の王冠が描かれている。裏面も月桂冠と赤地の背景は同様だが、王冠に当たる部分には君主の高貴さを表す金のロイヤル・サイファ（英語版）が描かれている[13]。
- 十字の上部に付いているリングは、金箔が施され、月桂樹があしらわれた吊り金具に取り付けられている。1938年以降、受章年が吊り金具の裏面に刻まれるようになった[13]。リボンの上部にある佩用金具も同様に、金箔と月桂樹があしらわている[7]。
- これらメダルは受章者の名が入らないまま製造されるが、受章者の中には金具の裏に名前が刻まれているものも存在する[7]。
- 赤色のリボンは幅約2.8センチであり、両端には青色の縁取りが入る[11]。
- 複数回受章で贈られる金の飾板（英語版）は、中央に王冠が描かれている。1938年以降、勲章本体と同様に、飾板の裏にも受章年が刻まれるようになった[13]。これらのバラ飾りはリボンの上に装着し、通常の軍装に佩用する[14]。

## 受章者

### 総計
1918年から2017年にかけて、殊功勲章はおおよそ16,935回授与され、複数回受章を表す飾板は1,910本出ている。以下の表は1979年までの授与記録を表しており、日付は該当するロンドン・ガゼットに基づいている:
| 時期             |               | 受章数 | 飾板（1回目） | 飾板（2回目） | 飾板（3回目） |
| ---------------- | ------------- | ------ | ------------- | ------------- | ------------- |
| 第一次世界大戦前 | 1886年–1913年 | 1,732  | –             | –             | –             |
| 第一次世界大戦   | 1918年–1919年 | 9,881  | 768           | 76            | 7             |
| 戦間期           | 1919年–1939年 | 148    | 16            | –             | –             |
| 第二次世界大戦   | 1939年–1946年 | 4,880  | 947           | 59            | 8             |
| 戦後             | 1947年–1979年 | 204    | 20            | 5             | 1             |
| 合計             | 1886年–1979年 | 16,845 | 1,751         | 140           | 16            |

1980年から2017年までの間には、フォークランド紛争や湾岸戦争、イラク戦争やアフガニスタン紛争などの対外戦争があり、殊功勲章は約90回、2回受章を表す飾板は3回授与されている。
上記の数値にはイギリス連邦への授与も含まれている:
カナダへは殊功勲章が1,220回、1回目の飾板が119回、2回目の飾板が20回贈られている。
1901年から1972年までの期間に、オーストラリアへ殊功勲章が1,018回、1回目の飾板が70回、2回目の飾板が1回贈られている。1972年以降オーストラリア人の受章者が出ることはなかった。
第一次世界大戦、第二次世界大戦を通して、ニュージーランドには300回以上殊功勲章が贈られている。
同盟軍兵士には、第一次世界大戦で少なくとも1,329回、第二次世界大戦ではそれ以上の回数名誉章としての授与が行われたとされる。

### 主な受章者

ディエップの戦いでの功績を称えられ、殊功勲章を授与された王立第22連隊のマリー＝エドモンド・ポール・ガノー少佐（1942年10月、バッキンガム宮殿）。

以下は、殊功勲章の飾板を3本受章した人物（殊功勲章4回受章者）:
- アーチボルド・ウォルター・バックル（英語版） - 第一次世界大戦中、イギリス海軍師団のアリソン大隊を指揮したイギリス海軍予備員[19]。
- ウィリアム・デンマン・クロフト（英語版）[20] - 第一次世界大戦中の陸軍士官。
- ウィリアム・ロバート・オーフレア・ドーソン（英語版） - 第一次世界大戦中、クィーンズ・オウン・ロイヤル・ウェスト・ケント連隊（英語版）に所属し、9回の負傷と4回の殊勲者公式報告書（英語版）記載を記録した[19]。
- バジル・エンブリー（英語版） - 第二次世界大戦中の空軍士官。
- バーナード・フレイバーグ - 殊功勲章に加えてヴィクトリア十字章も受章した陸軍将官。
- エドワード・アルバート・ギブス（英語版） - 第二次世界大戦中の駆逐艦長[21]。
- アーノルド・ジャクソン - 第一次世界大戦中の陸軍士官であり、1912年ストックホルムオリンピックの1,500メートル金メダリスト。
- ダグラス・ケンドリュー（英語版） - 1944年から1946年までイタリア、ギリシャ、中東で旅団指揮官を務め、後に西オーストラリア州知事に就任した。
- ロバート・シンクレア・ノックス（英語版） - 第一次世界大戦中の陸軍士官[19]。
- フレデリック・ランスデン（英語版） - 殊功勲章に加えてヴィクトリア十字章も受章した第一次世界大戦中の陸軍士官。
- パディー・メイン（英語版） - 第二次世界大戦で特殊空挺部隊司令官を務めたアイルランドのラグビー選手。
- サー・リチャード・オンスロー（英語版） - 第二次世界大戦中の駆逐艦長[22]。
- アラステア・ピアソン（英語版） - 殊功勲章を2年間で4回受章した第二次世界大戦中の陸軍士官。
- ジェームズ・ブライアン・タイト（英語版） - 第二次世界大戦で101回の爆撃作戦を遂行し、殊勲飛行十字章（英語版）と飾板も受章した空軍パイロット。
- フレデリック・ジョン・ウォーカー - Uボートハンターとして名を馳せた第二次世界大戦中の海軍提督。
- エドワード・アーラン・ウッド（英語版）[23] - 第一次世界大戦中の陸軍士官。

| 略綬        | 略綬                    | 略綬                    | 略綬                    |
| ----------- | ----------------------- | ----------------------- | ----------------------- |
| 殊功勲章1回 | 殊功勲章2回 （飾板1本） | 殊功勲章3回 （飾板2本） | 殊功勲章4回 （飾板3本） |